# دی‌جی عرفات
آنگه دیدیر هوون (۲۶ ژانویه ۱۹۸۶–۱۲ اوت ۲۰۱۹)، همچنین به عنوان دی جی عرفات، یا عرفات موانا و با نام‌های مختلف صحنه دیگر شناخته می‌شود، یک دی جی و خواننده ساحل عاج بود که موسیقی را در ژانر کوپه-دکالو ساخت. «دوزابادو»، «کپانگور»، «زوروپوتو»، «انفات بنی» و «متو متو» برخی از آثار اصلی وی بودند. او در مناطق فرانسوی زبان آفریقا محبوب بود. او برنده جایزه کوپه-دکاله برای «بهترین هنرمند سال» در سال‌های ۲۰۱۶ و ۲۰۱۷ شد.